# Huruiești
Huruiești es una comuna en distrito de Bacău, Moldavia Occidental, Rumania. Se compone de siete pueblos: Căpotești, Florești, Fundoaia, Huruiești, Ocheni, Perchiu y Prădaiș.

## Historia
A finales del siglo XIX, la comuna formaba parte de Berheci, en el condado de Tecuci, que estaba formada por las localidades de Căpotești, Dumbrava, Gălești, Huruiești, Nedelcu, Perchiu, Prădaiș y Şarba, con un total de 1506 habitantes. En la comuna había cuatro iglesias (en Căpotesti, Gălești, Huruiești y Şendrești) y una escuela con apenas 25 estudiantes. En ese momento, en el territorio actual de la comuna, también existía otra comuna, llamada Condrăchești, formada por los pueblos de Condrăchești, Drăgești, Florești, Fundoaia, Gherdana y Ocheni, con 1877 habitantes. En esta comuna había cinco iglesias, tres molinos de viento y una escuela de apenas 30 estudiantes inaugurada en 1867.
En el anuario Socec de 1925 aparecían las dos comunas con la misma composición (la comuna Huruiești con 1575 habitantes, y la comuna de Condrăchești, con 1636. Sin embargo, en 1931, la comuna de Huruești fue abolida y sus aldeas se dividieron entre las comunas de Florești (el nuevo nombre de la antigua comuna de Condrăchești) y Corni.
Tras la Segunda Guerra Mundial, en 1950, las comunas de Corni y Florești fueron transferidas al distrito de Răchitoasa, en la región de Bârlad, y algo  más adelante, en 1956, fueron adjudicadas al distrito de Adjud, en el distrito de Bacău. Mientras tanto, se restableció la comuna de Huruiești. En 1968, las comunas de Huruiești y Florești pasaron al condado de Bacău; la comuna de Florești fue inmediatamente abolida e incluida en la comuna de Huruiești. También en ese momento, las aldeas de Condrache (anteriormente Condrăchești), Nedelcu y Șarba fueron abolidas y fusionadas respectivamente con las aldeas de Fundoaia, Prădaiș y Huruiești.

## Personajes
- Vasile Pârvan